# Фокер F28
Фокер F28 (енгл. Fokker F28 Fellowship) је путнички авион холандског произвођача Фокер.

## Пројектовање и развој
У априлу 1962. године Фокер је најавио израду новог авиона у сарадњи са више европских фирми: немачки МББ, Фокер ВФВ и британска авио-компанија ШорцБрадерс. Авион је првобитно замишљен за превоз 50 путника на удаљеност до 1650 km. Касније је ипак конструисан за 60-65 седишта. Иако су по пројекту на авион требало да буду уграђени Бристол Сидли БС.75 турбофен мотори, прототип је полетео са лакшим Ролс-Ројс „спреј Јуниор“ моторима (поједностављена верзије Ролс-Ројс спеј мотора). Конструкција F28 подсећа на BAC 1-11 и  са којима дели Т-реп и смештај мотора на задњем делу трупа. Крила имају благо закривљену стрелу са крилцима на самом врху, једноставна преклопе, а петоделне ваздушне кочнице (спојлери) могу се активирати само након слетања. Нападни угао крила нема преткрилца, а током лета се греје топлим ваздухом из мотора. Делови авиона израђивани су у све три поменуте фирме: Фокер је радио и израђивао носни део и централни део трупа са средишњим делом крила, немачке компаније израђивале су предњи и задњи део трупа, као и репне површине, а крила су рађена у Великој Британији. Авион се склапао на Аеродрому Шипхол у Холандији.

## Производња
Прототип F28-1000 (PH-JHG) полетео је први пута 9. мај 1967. (тачно месец дана касније од Боинга 737), а немачки сертификат је издат 24. фебруара 1969. Тадашња немачка авио-компанија ЛТУ Интернационал први је наручилац иако је први комерцијални лет 28. марта 1969, имала холандска фирма Братенс која је у своју флоту укључила пет авиона F28. 28. априла 1971. године полетела је продужена верзије F28-2000 која је могла примити до 79 путника. Ова варијанта је настала продуживањем трупа F28-1000. Варијанте које су следиле, F28-6000 и F28-5000, имали су уграђена преткрилца, већи распон крила, снажније и тише моторе. F28-6000 и F28-5000 нису имали комерцијални успех и израђено је само два примерка F28-6000, док F28-5000 није ушао у производњу. Након што се F28-6000 користио једно време у Фокеру, авион је модификован на - 2000 и продат у Мауританији.
Најуспешнија верзије била је F28-4000 са којим је 20. октобра 1976. Линјефлиг ушао у редовни сервис. Авион су покретали тиши спеј 555-15Х мотори, капацитет седишта повећан је до 85, крила су била ојачана и имала су већи распон, модернизована је пилотска кабина и обновљен је ентеријер путничке кабине. F28-3000, наследник F28-1000 имао је иста побољшања као и F28-4000. До гашења производње 1987. године израђен је 241 авион.

## Варијанте
- Мк 1000 - прва верзија која је настала на трећем прототипу. Авион може да прими до 65 путника, а покрећу га два Ролс-Ројс RB.183-2 Mk.555-15 мотора од 43,8 kN потиска сваки.
- Мк 1000C - потпуно теретна или путничко / теретна верзије са теретним вратима, изведена из Мк 1000.
- Мк 2000 - верзија која је полетела 28. априла 1971. Авион може да прими до 79 путника. Авионом је у редовни сервис у октобру 1972. ушла Нигерија ервејз. Израђено је десет авиона.
- Мк 3000 - уз краћи труп од онога на Мк 1000, једана је од најуспешнијих верзија, са јачом конструкцијом и већим капацитетом горива. Први корисник ове верзије је Гаруда ерлајнс.
- Мк 4000 - први прототип ове верзије с дужим трупом од онога на Мк 2000 и 85 седишта појавио се 20. октобар 1976. године. Увећан је и распон крила, а уграђивани су снажнији Ролс-Ројс RB183 „Spey“ Mk555-15P мотори од 44 kN потиска. Шведска компанија Линјефлиг почела је да лети са овом верзијом на крају 1976.
- Мк 5000 - требало је да буде модификована верзије Мк 6.000, са комбинацијом краћег трупа Мк 3.000 и повећаног распона крила. Авион је требало да има преткрилца и јаче Ролс-Ројс „спреј“ Мк555-15Х моторе. Иако се очекивао одличан авион за кратке писте због његове супериорне снаге, пројекат је био напуштен, а авион није ушао у производњу.
- Мк 6000 - верзије са дужим трупом од Мк 2000/4000 уз повећан распон крила. Први лет био је 27. септембар 1973. а летна дозвола добијена је у октобру 1975.
- Мк 6600 - предлагане, никада направљена верзије.

## Земље у којима је коришћен овај авион
| - Аргентина - Камбоџа - Обала Слоноваче - Колумбија - Еквадор - Габон - Гана | - Индонезија - Малезија - Холандија - Перу - Филипини - Танзанија - Того |